# Erik Pauelsen
Erik Pauelsen (født 2. eller 14. oktober 1749 i Bygom, Østerbølle Sogn, død 20. februar 1790 i København) var en dansk kunstmaler, der særligt er kendt for sine landskabsmalerier.
Pauelsen var uddannet fra Kunstakademiet i 1777 og rejste 1780-1783 til Hamburg, Düsseldorf, Berlin, Paris og Rom. Blandt hans inspirationskilder var Vigilius Eriksen, Angelika Kauffmann, Claude Lorrain og Aelbert Cuyp
Han udførte mange portrætter, hvoraf det af Johannes Ewald (ca. 1780, Frederiksborgmuseet) er blandt de mest vellykkede. Han portrætterede også Søren Gyldendal med hustru (1780) og Friederike Brun med sin datter Ida (1789). Hans mest betydningsfulde værker er dog landskabsmalerierne. Et gennemgående motiv her var Norges natur; hovedværket er Sarpsfossen (1789, Statens Museum for Kunst). Han er rigt repræsenteret på Statens Museum for Kunst og Vestsjællands Kunstmuseum. 
Pauelsen blev medlem af flere europæiske kunstakademier, men opnåede aldrig samme anerkendelse i samtiden som Jens Juel og Nicolai Abildgaard. Han begik selvmord i 1790.

## Billeder
| - Værker af Erik Pauelsen - Frieren, 1784 - Ove Malling, o. 1780 - Lambert Krahe (en), 1781 - Dronninggård / Næsseslottet, 1785 - Overraskelsen, 1785 - Frederiksborg Slot, 1786 - Prospekt fra Dronninggård over Furesøen. I forgrunden øen Chevallier med det kinesiske lysthus, 1786 - Landskab uden for København. I baggrunden Frederiksberg Kirke og Slot, 1788 |

| - Tistedalen ved Frederikshald i Norge, 1788 - Æresstøtten for JHE Bernstorff på Gentofte Bakker, 1788 - Københavns havn set fra Nordre Toldbod, 1788 |

| - Passagen gennem Krokkleven ved Ringerike i Norge, 1788/89 - Københavns havn set fra Larsens Plads, Ml. 1764 og 1790 - Aftenlandskab ved Gentofte, Ml. 1764 og 1790 |